# Soziale Arbeit
Soziale Arbeit bezeichnet sowohl eine wissenschaftliche Disziplin als auch die Tätigkeit der als Sozialarbeiter und Sozialpädagogen bezeichneten Berufsgruppe.
Als einer der Ersten verwendete Nando Belardi diesen Begriff in einem vierbändigen Lehrbuch aus dem Jahr 1980. Er war sowohl Herausgeber als auch Hauptautor und befürwortete die Verbindung beider ehemals getrennter Fachgebiete durch die gemeinsame berufliche Praxis, die zugrunde liegenden Wissenschaftsdisziplinen (Soziologie, Psychologie, Sozialpolitik, Medizin usw.) sowie die damals neu eingeführten integrierten Studiengänge, für die er den Oberbegriff Sozialwesen vorschlug. Mit dem Begriff Soziale Arbeit wollte er außerdem, aufgrund seiner leichten Übersetzbarkeit, den Anschluss an die international gebräuchliche Bezeichnung Social Work fördern.

## Grundlagen

### Definition
Im internationalen Kontext wurde im Jahr 2014 in Melbourne durch den internationalen Sozialarbeitsverband, die International Federation of Social Workers (IFSW), folgende grundlegende Definition vorgeschlagen:

“Social work is a practice-based profession and an academic discipline that promotes social change and development, social cohesion, and the empowerment and liberation of people. Principles of social justice, human rights, collective responsibility and respect for diversities are central to social work. Underpinned by theories of social work, social sciences, humanities and indigenous knowledge, social work engages people and structures to address life challenges and enhance wellbeing.”

„Soziale Arbeit ist eine praxisorientierte Profession und eine wissenschaftliche Disziplin, deren Ziel die Förderung des sozialen Wandels, der sozialen Entwicklung und des sozialen Zusammenhalts sowie die Stärkung und Befreiung der Menschen ist. Die Prinzipien der sozialen Gerechtigkeit, die Menschenrechte, gemeinsame Verantwortung und die Achtung der Vielfalt bilden die Grundlagen der Sozialen Arbeit. Gestützt auf Theorien zur Sozialen Arbeit, auf Sozialwissenschaften, Geisteswissenschaften und indigenem Wissen, werden bei der Sozialen Arbeit Menschen und Strukturen eingebunden, um existenzielle Herausforderungen zu bewältigen und das Wohlergehen zu verbessern.“

Der Deutsche Berufsverband für Soziale Arbeit (DBSH) übernahm diese Definition mit folgenden Anmerkungen: 
dass 
- „praxisorientiert“ im Deutschen als „handlungsorientiert“ aufgefasst wird,
- „Befreiung der Menschen“ im übertragenen Sinn als „Selbstbestimmung von Menschen“ übersetzt wird,
- „Vielfalt“ auch Heterogenität umfasst,
- unter „Theorien der Sozialen Arbeit“ auch empirisches Wissen fällt.

Des Weiteren fügte er zusätzliche Erläuterungen zu indigenem Wissen und zur Begründung Sozialer Arbeit an. Eine vorangehende Fassung war 2000 in Montreal von der International Federation of Social Workers (IFSW) und der International Association of Schools of Social Work (IASSW) vorgelegt und in leicht abgewandelter Form von der Deutschen Gesellschaft für Soziale Arbeit (DGSA) übernommen worden.
Im Zuge der fortschreitenden Entwicklung eigenständiger Berufsfelder in sozialen Arbeits- und Handlungssystemen hat sich der Oberbegriff Soziale Arbeit herausgebildet. Die Teilgebiete dieser Systeme wurden immer weniger klar differenzierbar und der Oberbegriff hat bereits eine lange Tradition. Genauso werden die akademischen Studiengänge zunehmend mit den Begriffen Soziale Arbeit oder Sozialwesen bezeichnet. Der klassische Unterschied zwischen Sozialpädagogik und Sozialarbeit lag grundsätzlich darin, dass die Sozialpädagogik präventiv „agierte“, „anbot“ und „initiierte“. Die Sozialarbeit „reagierte“, „intervenierte“ nach Aufforderung und wurde „administrativ tätig“, wenn ein Missstand gemeldet wurde. Eine andere Begriffsversion unterscheidet zwischen der Hilfe bei der Änderung von Lebensverhältnissen (Sozialarbeit) und der Änderung der Lebensführung (Sozialpädagogik). Dieses Verständnis orientiert sich stärker an der Begriffsgeschichte. Dieser zufolge wurde „Sozialpädagogik“ eher für pädagogische Theorieentwürfe sowie für die Institutionen der Jugendhilfe verwendet. Dagegen bezeichnete „Sozialarbeit“ eher nicht-pädagogische Tätigkeitsfelder wie die Armenfürsorge. Verwirrend war und ist die oft unreflektiert vermischende Benutzung der Begriffe. Bisweilen wird versucht, die eine Arbeit der anderen Arbeit per Definition unterzuordnen bzw. eine der Formen aus der anderen abzuleiten. Neuere Ansätze benutzen Soziale Arbeit als Oberbegriff für beide gleichrangigen Arbeitsgebiete. Darüber hinaus wird unter Sozialer Arbeit ein eigenes Interventionssystem verstanden, welches von anderen Professionen abgrenzbar ist und sich auf handlungswissenschaftliche Regeln gründet.

### Arbeitsfelder und Zielgruppen
Arbeitsfelder und Zielgruppen der Sozialen Arbeit werden (zusammengenommen) oft in folgende große Bereiche unterteilt:
- Kindheit, Jugend, Familie
- Arbeitsmarktintegration
- Wohnen
- Migration
- Alter und Pflegebedürftigkeit
- Gesundheit
- abweichendes Verhalten und Resozialisierung

Sie lassen sich auch nach Lebensphase (u. a. Jugendsozialarbeit, Erwachsenensozialarbeit), nach Lebenslage, nach Art und Dauer der Hilfeleistung und nach Interventionstiefe (lebensweltergänzend / lebensweltunterstützend / lebensweltersetzend) aufschlüsseln.
Die Praxis der Sozialen Arbeit ist mit verschiedenen, teils widersprüchlichen Imperativen konfrontiert. So kommt es etwa in der Kinder- und Jugendhilfe zu Abwägungen zwischen dem Kindeswohl, den elterlichen Rechten und dem Datenschutz. Staatliche Interventionen können verschiedene Formen annehmen. Sie können paternalistischer Art sein (das heißt, das Individuum gegebenenfalls auch vor sich selbst zu schützen) oder die Autonomie und Eigenverantwortung des Individuums oder das Empowerment betonen, und sie können die Betonung auf individuelle oder auf kollektive Hilfen setzen.

### Mandate der Sozialen Arbeit
Sozialarbeiter und Sozialarbeitswissenschaftler haben verschiedene Mandate, also Handlungsaufträge durch bestimmte Interessensgruppen. Klassischerweise beinhaltet das „doppelte Mandat“ das Mandat der Klientel und das Mandat des Staates. Demnach seien die Fachkräfte den Bedürfnissen des Individuums sowie der Mikrosysteme genauso verpflichtet wie den Bedingungen des staatlichen Rechtssystems oder der aktuellen Sozialpolitik. Diese verschiedenen Mandate der Sozialen Arbeit bilden ein Spannungsfeld, in dem Interessenskonflikte zwischen den einzelnen Standpunkten auftreten können. Dadurch ließe sich eine fachliche Autonomie begründen, innerhalb derer die Fachkräfte ihre fachlichen Entscheidungen im Rahmen verschiedener Interessen abwägen. Konkret ergibt sich ein Spannungsfeld zwischen Hilfe einerseits und Kontrolle andererseits. Ulrich Oevermann geht aus von einem „Strukturdilemma“, sowohl „Agentur sozialer Kontrolle“ als auch „quasi-therapeutische“ Unterstützung für den Klienten sein zu müssen.
Die Soziologin Silvia Staub-Bernasconi hat mit der Verpflichtung der Fachkräfte gegenüber ihrer eigenen Profession ein zusätzliches Mandat formuliert. Dies beinhaltet eine wissenschaftliche Aufarbeitung der Thematik und eine damit einhergehende ethische Bewertung der Situation. Entscheidend für diese Bewertung sind der Ethikkodex der Sozialen Arbeit sowie die Menschenrechte. Diese Erweiterung des Doppelmandats (oft kurz als „Tripelmandat“ bezeichnet) macht die Soziale Arbeit, nach Staub-Bernasconi, zu einer Profession der Menschenrechte, die politisch unabhängig ist.
Beispiel: Eine Klientin, bei der das Jugendamt eine Gefährdung des Kindeswohls prüft. Für die Klientin gilt, sie bei der gelingenden Lebensführung zu unterstützen, sodass dem Kind ein geschütztes Aufwachsen möglich ist. Für das Jugendamt gilt, die Vorgaben und Definitionen nach BGB sowie SGB VIII einzuhalten und für den Staat die geringsten Kosten zu erhalten. Für die Professionellen der Sozialen Arbeit gilt, die Situation unter den oben beschriebenen Umständen zu erfassen und anschließend eine Entscheidung zu treffen. Stimmt diese nicht mit den Rahmenbedingungen überein, kann auch gegen einzelne Akteure gehandelt werden, wie etwa einer Anrufung des Bundesverfassungsgerichts bei einer Menschenrechtsverletzung durch die Gesetzgebung.
Die Sozialpädagogin Karin Lauermann betont die Freiheit als Ziel menschlicher Entwicklung und formuliert daraus einen „Auftrag an die Soziale Arbeit für eine Optimierung der Handlungs- und Entscheidungsfreiheit aller Menschen zu deren höchstmöglicher Entfaltung“.
Im systemischen Ansatz ist es nach Walter Milowiz die Aufgabe von Sozialarbeitern, dort präventiv oder funktionalisierend einzugreifen, wo dysfunktionale Beziehungen sich stabilisieren oder eskalieren.

### Professionelle Soziale Arbeit und Freiwilligenarbeit
Im Bereich der Sozialen Arbeit werden ehrenamtliches, freiwilliges und bürgerschaftliches Engagement oft synonym verwendet. In der Zusammenarbeit mit der Freiwilligenarbeit können sich professionelle Expertise einerseits und Ressourcen Ehrenamtlicher andererseits ergänzen. Zur Verdeutlichung der Unterschiede hebt der DBSH-Landesverband Bayern hervor:

„Professionelle Soziale Arbeit zeichnet sich insbesondere dadurch aus, dass sie in den verschiedenen Handlungsfeldern auf Grund von erworbenem Beschreibungs-, Erklärungs-, Handlungs- sowie Erfahrungswissen komplexe Problemlagen erkennt und schließlich auf der Basis ihrer berufsethischen Prinzipien und berufseigenen Kompetenzen Handlungsstrategien entwickelt.“

Die Sozialwissenschaftlerin Gisela Jakob betont, dass es in vielen Handlungsfeldern und Organisationen ausdrücklich zum Auftrag für Professionelle der Sozialen Arbeit zählt, Engagement zu fördern und die Adressaten bei der Wahrnehmung ihrer Bürgerrechte zu unterstützen. Als ein Beispiel nennt sie § 11 Abs. 1 SGB VIII. Dieser sieht vor, dass Angebote der Jugendarbeit junge Menschen unter anderem „zur gesellschaftlichen Mitverantwortung und zu sozialem Engagement anregen und hinführen“ sollen. Kritisch sieht sie die Ausweitung gering bezahlter ehrenamtlicher Tätigkeiten, etwa durch Aufstockung eines Minijobs durch die Übungsleiterpauschale, da dies einen Niedriglohnbereich mit prekären Arbeitsverhältnissen schaffe und professionelle Standards unterlaufe. Die Bezahlung von Engagement schade der Kultur des freiwilligen bürgerschaftlichen Engagements und entwerte zudem die berufliche Arbeit. Sie plädiert daher für eine klare begriffliche Trennung zwischen bürgerschaftlichem Engagement und Erwerbsarbeit, bei der stundenweise bezahltes Engagement ebenso wie ein mit hohen Aufwandsentschädigungen entgoltenes Engagement als nebenberufliche Tätigkeit und somit als Erwerbsarbeit eingestuft werden. Die Integration von freiwillig Engagierten und die Abgrenzung der Aufgaben der einbezogenen Personalgruppen zählt sie zur Organisationsentwicklung. Diese verortet sie bei der Geschäfts- und Organisationsleitung. Sie betont ferner die Bedeutung einer professionellen Freiwilligenkoordinierung.

### Entwicklungen und Einflussfaktoren der Praxis
Die Jahrtausendwende brachte vermehrt eine an betriebswirtschaftlichen Prinzipien orientierte Strömung in die Soziale Arbeit. Neben pädagogischen Erwägungen gewinnen Überlegungen zur Qualitätsprüfung und -maximierung, Effizienzsteigerung, Standardisierung etc. mehr und mehr an Bedeutung. Dies geschieht insbesondere durch Spardruck (Mittelkürzungen) und auch durch die gesteigerte Pflicht zum Nachweis der Wirtschaftlichkeit der Dienstleistungen, durch die Neufassung des § 93 BSHG im Jahr 1994.
Angesichts neoliberaler Prozesse, die Sozialpolitik „nach marktwirtschaftlichen und wettbewerbsstrategischen Gesichtspunkten“, und damit auch Soziale Arbeit, umstrukturiert, finden in der Fachwelt wieder vermehrt Stimmen Gehör, die gesellschaftliche Verhältnisse behandeln. Die Profession der Sozialen Arbeit ist noch und wieder durch die aktuellen Entwicklungen im Spannungsfeld zwischen Gesellschaft, Individuum und Sozialarbeitern zu verorten. Dabei muss das Handlungsfeld insbesondere durch die Gesellschaft definiert werden, die gleichzeitig sowohl als Auftraggeberin, Problemursache und Problemlösungs-Teilinhaberin anzusehen ist. 2006 verabschiedeten 70 Fachbereiche für Soziale Arbeit an deutschen Hochschulen einen „Qualifikationsrahmen“.
Die Soziale Arbeit wird bisweilen zusammen mit weiteren Berufsgruppen mit dem Akronym SAHGE (Soziale Arbeit, haushaltsnahe Dienstleistungen, Gesundheits- und Erziehungsberufe) bezeichnet.

## Theorien der Sozialen Arbeit
Pädagogen, Sozialpädagogen, Sozialarbeitswissenschaftler und andere Personen haben vielfältige Theorien Sozialer Arbeit entwickelt. Dabei handelt es sich „um einige in sich geschlossene Theoriebildungen“ sowie häufig um „Entwürfe, Ansätze oder Vorarbeiten einer Theorie“.

### Theorien und professionelle Praxis
Nach Bernd Dewe und Frank-Olaf Radtke liegt sozialwissenschaftliches Wissen in Form eines heterogenen Angebots wissenschaftlicher Theorien vor, welche nicht handlungspraktisch anwendbaren Regeln, sondern „Reflexionswissen“ hervorbringen. Im Zusammenhang mit der professionellen Sozialen Arbeit spricht Dewe von einer „reflexiven Professionalität“.

### Einteilung bzw. Typisierung
Alice Salomon hat in ihrem Buch Soziale Führer zahlreiche Persönlichkeiten der Sozialen Arbeit genannt und darin auch ihre Beiträge zur Theorie hervorgehoben. Zahlreiche weitere Autoren haben weitere Personen genannt, die für die Theoriebildung in der Sozialen Arbeit von Bedeutung gewesen sind. Dabei hat sich zwar ein Kanon von Personen ergeben, die in diesem Zusammenhang immer wieder genannt werden, aber es gibt hier keine allgemein akzeptierten Kriterien dafür, welche Aussagen als wissenschaftlich anzusehen seien, noch darüber, wer als Autor einer Theorie Sozialer Arbeit anzusehen ist.
Manche Autoren, so auch Ernst Engelke, Stefan Borrmann und Christian Spatscheck in ihrem Buch Theorien der Sozialen Arbeit, teilen Theorien Sozialer Arbeit nach dem Zeitpunkt ihrer Entstehung ein.
Heiko Kleve unterscheidet Theorien der Sozialen Arbeit wie die Lebensweltorientierung und die Sozialraumorientierung, welche aus dem Feld der wissenschaftlichen Sozialen Arbeit heraus für dieses Praxis- und Wissenschaftsfeld entwickelt wurden, von Theorien über die Soziale Arbeit (vor allem soziologische Theorien), in denen Soziale Arbeit neben anderen gesellschaftlichen Sphären thematisiert wird, und Theorien in der Sozialen Arbeit wie die Psychoanalyse oder die Bindungstheorie, welche von professionellen Fachkräften in ihrer Praxis als Reflexions- oder Handlungsfolie genutzt werden. (Siehe hierzu auch: Sozialarbeitswissenschaft#Theorien der Sozialarbeitswissenschaft.)
Zur Typisierung von Theorien, die auf unterschiedlichen wissenschaftlichen Erkenntniskonzepten und verschiedenen Gegenstandsdefinitionen beruhen, hat Helmut Lambers in seinem Buch Theorien der Sozialen Arbeit fünf für die Theoriebildung ausschlaggebende Bezugsprobleme identifiziert und diesen Bezugsproblemen die von bestimmten Autoren ab Anfang des 20. Jahrhunderts entwickelten Theorien zugeordnet:
1. Verhaltensanpassung – vertreten durch Christian Jasper Klumker, Mary Ellen Richmond, Hans Scherpner, Lutz Rössner;
2. Erziehung, Bildung und Befähigung – einschließlich Fragen nach einer Idealgesellschaft, der kulturellen Identität, der Verberuflichung des Sozialen und der Subjektentwicklung – vertreten durch Paul Natorp, Herman Nohl, Klaus Mollenhauer, Karam Khella, Marianne Hege, Hans-Uwe Otto, Bernd Dewe, Michael Winkler;
3. Armut und soziale Ungerechtigkeit – vertreten durch Alice Salomon, Jane Addams, Ilse Arlt, Lieselotte Pongratz, Silvia Staub-Bernasconi;
4. Alltags- und Lebensbewältigung – vertreten durch Louis Lowy, Carel B. Germain, Alex Gitteman, Wolf Rainer Wendt, Hans Thiersch, Lothar Böhnisch;
5. Kommunikation und Lebensführung – Wolf Rainer Wendt, Heiko Kleve, Tilly Miller, Wilfried Hosemann, Wolfgang Geiling, Wolf Ritscher, Albert Scherr, Peter Sommerfeld, Dieter Röh, Jan V. Wirth, Björn Kraus, Bringfriede Scheu, Otger Autrata, Werner Schöning.

Lambers hebt hervor, dass es sich vor allem bei modernen Theorien Sozialer Arbeit meist um Versuche handelt, „die eigene Theoriebildung aus unterschiedlichen wissenschaftstheoretischen und philosophischen Traditionen zu synthetisieren“ und dass bei einer eindeutigen Zuordnung oder Klassifikation nach wissenschaftstheoretischen Standpunkten nicht möglich ist. Lambers spricht von einem „Theorienpluralismus“ und betont den Wert neuer theoretischer Ansätze für die Disziplinbildung.

## Methoden der Sozialen Arbeit
In der Sozialen Arbeit geht es darum, durch gezielte Hilfsangebote die Autonomie der Individuen in der alltäglichen Lebensgestaltung zu stärken, wiederherzustellen und zu sichern. Dabei spielt die Soziale Arbeit neben der finanziellen Sozialhilfe eine entscheidende Rolle bei der Förderung sozialer Gerechtigkeit, da nicht alle Individuen gleichermaßen in der Lage sind, am gesellschaftlichen und öffentlichen Leben teilzunehmen. Sozialhilfe spielt eine wichtige Rolle bei der Aufgabe, soziale Gerechtigkeit herzustellen.
Bei der Sozialen Arbeit geht es zentral um gesellschaftlich und professionell als relevant angesehene menschliche „Problemsituationen“. Häufig sind diese verbunden mit Schwierigkeiten in der alltäglichen Lebensbewältigung, dem „Zurechtkommen und Zurechtfinden“ im Alltag – auch bekannt als „Lebenspraxis“. Sozialpädagogik bedeutet aber nicht allein Fähigkeiten und Ressourcen der Einzelnen zu fördern, sondern auch das soziale Umfeld und die strukturellen Bedingungen zu berücksichtigen.
Traditionell werden in der Sozialen Arbeit drei klassische Methoden unterschieden:
Hinsichtlich der Arbeitsformen können die folgenden drei klassischen Methoden der Sozialen Arbeit unterschieden werden:
- Einzelfallarbeit: Ziel ist die Verbesserung individueller Lebensverhältnisse durch gezielte Unterstützung und Beratung.
- Gemeinwesenarbeit: Diese Methode zielt darauf ab, soziale Strukturen innerhalb einer Gemeinschaft zu stärken und zu verbessern.
- soziale Gruppenarbeit: Hierbei steht die Entwicklung sozialer Kompetenzen im Vordergrund, die durch das Arbeiten in und mit Gruppen gefördert werden sollen.

In den letzten Jahren haben sich aufgrund gesellschaftlicher Veränderungen und neuer Herausforderungen weitere methodische Ansätze in der Sozialen Arbeit etabliert:
- Intersektionale und reflexive Praxis: Diese Perspektive erkennt an, dass Individuen und Gemeinschaften durch verschiedene, sich überschneidende soziale Kategorien wie Rasse, Geschlecht, Klasse und sexuelle Orientierung geprägt sind. Durch eine intersektionale Betrachtungsweise werden die komplexen und vielfältigen Lebensrealitäten der Menschen besser verstanden und unterstützt.[38]
- Digitalisierung der Sozialen Arbeit: Die fortschreitende Digitalisierung hat die Methoden der Sozialen Arbeit erheblich verändert. Digitale Tools und Plattformen werden genutzt, um den Zugang zu sozialen Diensten zu verbessern, Beratung anzubieten und den Informationsaustausch zu erleichtern. Insbesondere durch die COVID-19-Pandemie hat die digitale Soziale Arbeit, einschließlich Online-Beratung und digitaler Unterstützung, an Bedeutung gewonnen.
- Partizipative Methoden: Es gibt einen wachsenden Fokus auf partizipative Ansätze, bei denen Klienten aktiv in die Entscheidungsprozesse eingebunden werden. Dies reflektiert ein ethisches Verständnis, dass Menschen die Experten für ihre eigenen Lebensrealitäten sind und aktiv an der Gestaltung der Hilfsprozesse teilnehmen sollten.
- Traumasensible Ansätze: Mit einem steigenden Bewusstsein für die Auswirkungen von Traumata werden traumasensible Ansätze in die Soziale Arbeit integriert, um sicherzustellen, dass Interventionen die Auswirkungen von Traumata berücksichtigen und retraumatisierende Erlebnisse vermieden werden.
- Nachhaltigkeitsorientierte Soziale Arbeit: In Anbetracht der Klimakrise und sozialer Ungerechtigkeiten gewinnt die ökologisch-nachhaltige Praxis an Bedeutung. Diese Methoden zielen darauf ab, soziale und ökologische Nachhaltigkeit zu fördern, indem sie die Verbindung zwischen sozialen Problemen und Umweltfragen betonen.
- Kulturelle Sensibilität und indigene Ansätze: Es gibt einen verstärkten Fokus auf kulturelle Sensibilität und die Einbeziehung von indigenem Wissen in die Praxis der Sozialen Arbeit. Dieser Trend erkennt die Bedeutung an, lokale kulturelle Kontexte und traditionelle Wissenssysteme in die Arbeit einzubeziehen, um relevantere und effektivere Interventionen zu gestalten.

## Paradigmen der Sozialarbeitswissenschaft (Auswahl)

### Zürcher Schule
Das Systemtheoretische Paradigma der Sozialen Arbeit wurde ursprünglich an der Hochschule für Soziale Arbeit Zürich von Silvia Staub-Bernasconi, Werner Obrecht, Kaspar Geiser und Anderen entwickelt und wird daher auch als Zürcher Schule bezeichnet. Unterschieden wird dabei in Metawissenschaften (beispielsweise Geschichte der Sozialen Arbeit sowie Erkenntnis- und Wissenschaftstheorie), Objekttheorien (beispielsweise Sozialpsychologie und Politikwissenschaft), allgemeine normative Handlungstheorie sowie spezielle Handlungstheorien (beispielsweise Sozialmanagement).
Der Gegenstand Sozialer Arbeit ist hiernach das Lösen, Lindern oder Verhindern praktischer sozialer Probleme, die sich aus einer unzureichenden Integration von Individuen in ihren sozialen Systemen ergibt, was gleichbedeutend ist, seine biopsychosozialen Bedürfnisse dauerhaft nicht befriedigen zu können.
Ein „soziales Problem“ wird anhand der von Staub-Bernasconi in Umrissen konzipierte und von Obrecht ausformulierte Bedürfnistheorie definiert.
Gemäß der Zürcher Schule treten soziale Probleme im Rahmen sozialer Interaktionen auf zwei Ebenen auf: horizontal (idealtypisch sind dies Austauschbeziehungen) und vertikal (idealtypisch sind dies Machtbeziehungen).
Probleme im Bereich horizontaler Beziehungen sind zum Beispiel soziale Isolation oder auch ungleichwertige Tauschbeziehungen im privaten und/oder beruflichen Bereich. Probleme im Bereich von Machtbeziehungen beziehen sich auf die soziale Position und sind zum Beispiel Ohnmacht gegenüber illegitimer Macht, Fremdbestimmung (etwa durch künstliche Verknappung lebensnotwendiger Güter oder durch Drohung und Gewalt) und soziale Deklassierung.
Im Sinne einer Vereinfachung mittels der „systemischen Denkfigur“ werden soziale Probleme unterteilt in:
- individuelle Ausstattungsprobleme (fehlende, gesellschaftlich be- oder verhinderte Entwicklung von Erkenntniskompetenzen; Mangel in der Ausstattung mit Wissensformen; fehlende, gesellschaftlich be- oder verhinderte Entwicklung von Handlungskompetenzen, im Besonderen sozial abweichendes Verhalten; zu geringe oder fehlende sozioökonomische Ausstattung; fehlende, gesellschaftlich be- oder verhinderte soziale Mitgliedschaften)
- Probleme in sozialen Austauschbeziehungen, Mängel oder Überschüsse in Bezug auf körperliche Zustände und Prozesse, welche die Gesundheit, die körperliche Integrität und die körperliche Leistungsfähigkeit beeinträchtigen (Austauschbeziehungen, die über eine längere Zeitspanne nicht gegenseitig (reziprok) und gleichwertig (äquivalent) und damit nicht symmetrisch sind)
- Probleme in sozialen Machtbeziehungen (wobei Ressourcen oder Defizite der Ausstattungsdimensionen innerhalb von Machtbeziehungen zu Machtquellen werden) und
- Werte- und Kriterienprobleme (problematische Regeln der Sozial- und Machtstruktur).

Auch in der Auffassung der Sozialen Arbeit als Disziplin und Profession und in Bezug auf das Interventionswissen (methodisches Handeln) der Sozialen Arbeit setzt die Zürcher Schule eigene Schwerpunkte. Soziale Arbeit als Disziplin erforscht die Zusammenhänge der sozialen Problementstehung und Problemlösung. Soziale Arbeit als Profession arbeitet an der Lösung und der möglichen Prävention dieser Probleme. Silvia Staub-Bernasconi betont den fachlichen Auftrag, auch die Verletzung von Menschenrechten in Bezug auf organisch verankerte, biopsychosozialen Bedürfnisse lokal, national und global zu erkennen und zu benennen. Nach Staub-Bernasconi gilt es zukünftig, bestimmte problembezogene Arbeitsweisen (= spezielle Handlungstheorien) systematisch auszuarbeiten, darunter Bewusstseinsbildung, Handlungskompetenz-Training, soziale Vernetzung und Umgang mit Machtquellen.
Die Vorgehensweise bei der Lösung von sozialen Problemen, also das methodische Handeln, orientiert sich in der Zürcher Schule an der allgemeinen normativen Handlungstheorie (Obrecht) und findet ihre Entsprechung in der Methodik der Medizin oder der Psychologie.

### Modell „Analyse sozialer Systeme“
Im Modell von Michael Bommes und Albert Scherr wird Soziale Arbeit als Inklusionsvermittlung, Exklusionsvermeidung und Exklusionsverwaltung beschrieben. Ausgedrückt wird dabei eine Übereinkunft, nach der Soziale Arbeit als „organisierte Hilfe“ bewertet wird. Nicht Einzelne bestimmen dabei wer hilfsbedürftig ist, sondern Instanzen des politischen Systems. Diese bestimmen Hilfsansprüche und unterscheiden diese von illegitimen Ansprüchen; soziale Probleme werden von der „Normalität“ abgegrenzt. In dieser Theorie wird Bezug genommen auf Luhmanns Analyse sozialer Systeme. Moderne Gesellschaften beziehen Menschen mit ihren Bedürfnissen nicht als ganze ein, sondern sie bestehen aus vielen Funktionssystemen, die jeweils bestimmte Zugangsvoraussetzungen haben. Jeder Mensch muss seine Zugehörigkeit zu Funktionssystemen zunächst erarbeiten. Der Mensch kann sich an diese Regeln bzw. Zugangsvoraussetzungen halten oder von ihnen abweichen.
Exklusionsrisiken wie Arbeitsmarkt oder Gesundheitssystem des Wohlfahrtsstaates werden durch das System der Sozialversicherungen abgesichert. Für die Menschen, die aus diesem System herausfallen, übernimmt die Soziale Arbeit eine Zweit-/Auffangsicherung (Spiegel, 2004).
Aus Sicht der systemtheoretischen Soziologie legte Jan V. Wirth eine Systemtheorie der Lebensführung vor, die das Verhältnis von biopsychosozial verfasstem Individuum und funktional differenzierter Gesellschaft systemtheoretisch, d. h. gleichermaßen als Bedingungs- und Kommunikationsverhältnis, analysiert. Instruktiv ist dabei auch die Frage, in welchen Hinsichten Gesellschaft, soziale Systeme bzw. Kommunikation zulassen, eine »Person« sein zu können, ohne zugleich deswegen nicht als autonom denkendes und fühlendes Individuum etc. beobachtet und behandelt zu werden. Nach Wirth geht problematische Inklusion problematischer Exklusion voraus, daher müssten primär die Inklusionsbedingungen und -modi der Lebensführung im Fokus sozialarbeitswissenschaftlicher Forschung stehen. Insofern gehört neben Inklusionsvermittlung, Exklusionsvermeidung und Exklusionsverwaltung auch Inklusionstützen zu den gesellschaftlichen Funktionen und Aufgaben Sozialer Arbeit. Hier ist ein strategisches Defizit des Wohlfahrtsstaates zu verzeichnen.

### Systemische Sozialarbeit
Der Begriff systemische Sozialarbeit findet sich u. a. bei Peter Lüssi und bei Walter Milowiz als systemisch-konstruktivistische Ansatz. Systemisches soziales Arbeiten ist Wirth folgend die Betrachtung von Ressourcen und Leistungen insbesondere mit Hinblick auf die Ermöglichung von Inklusion und Exklusion in für die Lebensführung wertgeschätzt soziale Systeme der Gesellschaft. Unter dieser Perspektive werden gemeinsam mit ihren Adressaten und Auftraggebern neue Handlungsmöglichkeiten entwickelt. Methodisch stützt sie sich auf eine bunte Palette von Verfahren aus verschiedenen beraterischen, pädagogischen und therapeutischen Arbeitsansätzen, denen allen dieser Grundgedanke voraus liegt: nämlich die Aufmerksamkeiten, die Beobachtungen und die Interventionen auf die Relationen und Beziehungsmuster zwischen den verschiedenen an der Lebensführung beteiligten Systemen zu richten. Nach Scherr und Wirth sind nicht „soziale Probleme“ (etwa gesellschaftliche Sicherheits- oder Ordnungsprobleme) der ausgezeichnete Gegenstand moderner Sozialer Arbeit, sondern vielmehr kann der Konzeptrahmen „Probleme der Lebensführung“ Soziale Arbeit anleiten und instruieren.

### Weitere theoretische Modelle
- kritische Theorie rezipiert von Theoretikern der Sozialen Arbeit unter anderem nach Klaus Mollenhauer
- ökosoziales Paradigma nach Wolf Rainer Wendt
- die Theorie des Fachkonzepts Sozialraumorientierung nach Wolfgang Hinte,
  - flankiert vom Ansatz dezentraler Jugendhilfestationen bei Thomas Klatetzki und Manfred Günther
- die Theorie der Lebensweltorientierten Sozialen Arbeit nach Hans Thiersch sowie C. W. Müller
- das Life-Modell nach Carrel B. Germain und Alex Gittermain
- Empowerment-Ansatz der Sozialen Arbeit nach Norbert Herriger
- die reflexive Sozialpädagogik nach Bernd Dewe und Hans-Uwe Otto

## Internationaler Vergleich Sozialer Arbeit
In der Sozialen Arbeit variiert das Ausmaß ihrer Professionalisierung sehr von Staat zu Staat. In der Regel wird es als staatliche Aufgabe gesehen.

### Deutschland
Seit dem 19. Jahrhundert gab es mehrere Versuche, die kommunale Armenverwaltung an die Bedingungen der entstehenden Industriegesellschaft anzupassen: Nach dem Elberfelder System entstand das Straßburger System. Erste Anlaufstelle war stets eine Behörde, so dass bis ins 20. Jahrhundert auch das Berufsbild und die Tätigkeiten dadurch – insbesondere durch Verwaltungsbeamte geprägt waren und sich auf die Einzelfallhilfe konzentrierten. Die Sozialpädagogik war vom Ende des 19. Jahrhunderts an, ohne Bruch fast bis zur Gründung der Fachhochschulen – also 1971 – ausschließlich ein Frauenberuf. Die Berufsausbildung in der sozialen Arbeit gestaltete sich in Deutschland ab 1945 durch den Föderalismus in den Bundesländern und die deutsche Teilung 1949–1989 unterschiedlich. In einigen Bundesländern erhielt man den Doppeltitel „Dipl.-Sozialpädagoge/Sozialarbeiter“. Viele Fachhochschulen, die beide Studiengänge anboten, nannten sich „Fachhochschule für Sozialwesen“ oder „Fachhochschule für Soziale Arbeit“. Bildungspolitik ist Sache der Länder, Hochschulpolitik allerdings auch Bundesangelegenheit. Im Laufe der Zeit veränderten sich die Schwerpunkte in der Aus- und Weiterbildung, wobei andere Wissensgebiete wie etwa die Pädagogik hinzukamen. Am 13. März 1967 wurde in einer Rahmenvereinbarung der Kultusministerkonferenz (KMK) die Bezeichnung „Höhere Fachschule für Sozialpädagogik“ beschlossen. Die Ausbildung wurde auch für männliche Studenten, die bis dahin als Sozialarbeiter bezeichnet wurden, geöffnet. Ab den 1970er Jahren wurde die offene Sozialarbeit als neue Form entwickelt. Seit 2001 ist die Soziale Arbeit durch die Hochschulrektorenkonferenz (HRK) und die Kultusministerkonferenz (KMK) offiziell als Fachwissenschaft anerkannt. Die Abschlüsse im Hochschulbereich waren Diplom-Sozialpädagoge und Diplom-Sozialarbeiter. Als neue Bezeichnungen im Zuge des Bologna-Prozesses wurde der Bachelor eingeführt, der Abschluss lautet Sozialpädagogin/Sozialpädagoge/Sozialarbeiter/in (B.A.), und auch einige Universitäten richteten entsprechende Studiengänge ein. Die erziehungswissenschaftlichen, universitären Studiengänge zum Diplom-Pädagogen mit der Fachrichtung Soziale Arbeit wurden in Masterstudiengänge überführt. Mit dem Sommersemester 2007 sind die ersten deutschen Absolventen mit einem Bachelor für Soziale Arbeit auf den Arbeitsmarkt getreten, wobei alle Hochschulen auf den Bologna-Prozess umstellten. Das Bachelorstudium ist im Vergleich zum Diplomstudiengang um ein Praxissemester reduziert. Modulorientierte Lehrinhalte und ganzheitliche Vermittlungsformen der Lehre spielen, aus der Erwachsenenbildung kommend, zunehmend eine Rolle. Durch den Bologna-Prozess werden in der Berufspraxis zunehmend Absolventen mit Masterabschluss arbeiten.
Die Friedrich-Ebert-Stiftung formulierte in ihrer Reihe Grundwissen Kommunalpolitik, dass die Begriffe Sozialpädagogik und Sozialarbeit aus dem Grunde zunehmend synonym verwendet und gemeinsam unter den Begriff Soziale Arbeit gefasst werden, dass deren Aufgaben „alle aus einer Verfassungsnorm abgeleitet werden, das zentrale Ziel der ‚sozialen Sicherung‘ verfolgen und für Angebote, Dienste und Veranstaltungen stehen, die beraten, bilden, erziehen, helfen und pflegen, und schließlich gleiche oder ähnliche Konzepte, Methoden und Verfahren beinhalten“.
Staatlich anerkannte Sozialarbeiter und Sozialpädagogen unterliegen in Deutschland der Verschwiegenheitspflicht (§ 203 Absatz 1 Nummer 6 StGB). Ein Zeugnisverweigerungsrecht haben sie jedoch nur für das, was ihnen als „Mitglieder oder Beauftragte einer anerkannten Beratungsstelle nach den §§ 3 und 8 des Schwangerschaftskonfliktgesetzes“ oder „Berater für Fragen der Betäubungsmittelabhängigkeit in einer Beratungsstelle“ anvertraut worden oder bekanntgeworden ist (§ 53 StPO Absatz 1 Nummern 3a und 3b). In anderen Fällen sind sie verpflichtet, vor der Staatsanwaltschaft auszusagen, sofern sich nicht im Härtefall ein Zeugnisverweigerungsrecht unmittelbar aus der Verfassung ableiten lässt. Der DBSH und weitere Institutionen fordern, § 53 Absatz 1 StPO um Mitarbeiter der Sozialen Arbeit zu erweitern.

### Österreich
Sozialarbeit und Sozialpädagogik waren bis 2007 in der Ausbildung getrennt. Seither umfasst die Ausbildung der Sozialen Arbeit sowohl den Bereich Sozialarbeit als auch Sozialpädagogik. Im Laufe der Geschichte haben beide Berufsgruppen gewisse Bereiche für sich beansprucht, und so können in der Regel Sozialpädagogen nicht am Jugendamt tätig werden und Sozialarbeiter nicht in der stationären Jugendwohlfahrt. Generell gibt es jedoch eine starke Überlappung in den Handlungsfeldern.
Betrachtet man die Geschichte der Praxis der Sozialen Arbeit, so lässt sich erkennen, dass es sehr wohl Arbeitsfelder mit hohen pädagogischen Anteilen gibt, welche dann unter der Überschrift „Sozialpädagogik“ zusammengefasst werden, und Arbeitsfelder mit geringen pädagogischen Anteilen, welche als „Sozialarbeit“ bezeichnet werden. Beide Arbeitsfelder treten in unterschiedlichen Situationen und Altersklassen auf.
Charakteristikum für die Sozialpädagogik stellt grundsätzlich die Fürsorge dar. Als bedeutendste Institution gilt das Heim. Die grundlegenden Aufgabenbereiche der Sozialpädagogik finden sich in Schutz, Pflege und Beratung von Betroffenen. Da die Gesellschaftsrealität mit all ihren Stärken und Schwächen notwendigerweise immer zum Gegenstand der sozialpädagogischen Theorie wird, heißt es, von Sozialpädagogen ginge die heftigste Gesellschaftskritik aus.
Die Ausbildung für Soziale Arbeit ist als Studiengang an Fachhochschulen organisiert, an der FH Campus Wien, der FH Joanneum in Graz, der FH Kärnten, der FH St. Pölten, der FH Vorarlberg, der FH Oberösterreich, dem Management Center Innsbruck (MCI), der Fachhochschule Salzburg oder der FH Burgenland. Die Ausbildung schließt mit Mag(FH), oder nach der Umstellung im Zuge des Bologna-Prozesses mit Bachelor ab. Die Ausbildung für Sozialpädagogik ist als zehnsemestrige sekundäre Ausbildung und als postsekundäre Ausbildung in Kollegs organisiert. Standorte sind Salzburg, Baden, St. Pölten, Stams, Linz, Graz und Wien. Diese Ausbildungen sind entweder öffentlich (kostenlos) oder privat (mit Semesterbeitrag) geführt und erhalten, nach Erfüllung staatlicher Kriterien, das Öffentlichkeitsrecht über das Bundesministerium für Bildung. In Wien wird die Ausbildung von drei Privatschulen als berufsbegleitendes Kolleg angeboten. Die „Wiener ARGE für Sozialpädagogik“ gibt es seit 1992 und ist das älteste und größte berufsbegleitende Kolleg österreichweit. Die anderen beiden Institutionen (die bildungsakademie, Institut Dr. Rampitsch) bieten die Ausbildung seit 2012 an. Die FH St. Pölten bietet außerdem auch einen Masterstudiengang an. In Graz wird zudem ein eigener Magistra- und Magisterstudiengang für Sozialpädagogik an der Karl-Franzens-Universität angeboten.

### Schweiz
In der Schweiz umfasst der Begriff zusätzlich die Fachrichtung Soziokulturelle Animation. Die Lehre der Sozialen Arbeit wird an Fachhochschulen mit dem Bachelor abgeschlossen. 1995 wurden nach dem früheren System 725 Diplome erteilt, die sich auf die verschiedenen Fachrichtungen wie folgt verteilten: 404 Sozialpädagogik, 224 Sozialarbeit, 19 Doppeldiplome SA/SP und 80 Soziokulturelle Animation. Die Ausbildung kann in einem Vollzeit- oder Teilzeitstudium, dann häufig berufsbegleitend, absolviert werden und dauert in der Regel drei bzw. vier bis fünf Jahre. Sie umfasst mindestens 5'400 Lektionen, davon mindestens 1'500 in der Praxisausbildung. Es gibt zahlreiche Eignungsabklärungen bei der Aufnahme zum Studium. Das Mindesteintrittsalter liegt bei 20 Jahren. Der Anteil von ausländischen Studenten liegt in der Schweiz bei ca. 5 Prozent deutlich unter dem ausländischen Bevölkerungsanteil von 18 Prozent. Das Studium wird mit einer Bachelorarbeit abgeschlossen. An der Berner Fachhochschule, Zürcher Hochschule für Angewandte Wissenschaften sowie an der Fachhochschule Nordwestschweiz wird ein sogenannter generalistischer Studiengang angeboten, der alle drei Bereiche umfasst und an der Hochschule Luzern drei einzelne Studiengänge. Der verliehene akademische Grad nach Abschluss des Studienganges ist Bachelor of Science (BSc) / Bachelor of Arts (BA) Soziale Arbeit. Neuerdings wird anschließend an den Bachelor auch ein Master-Studium in Sozialer Arbeit angeboten. Es haben sich hierzu verschiedene Fachhochschulen zusammengetan, um den konsekutiven Master anbieten zu können. Der Abschluss nennt sich (MSc) Master of Science. Die Fachhochschule Nordwestschweiz FHNW bietet ein ebenfalls konsekutives Master-Studium in Sozialer Arbeit mit dem Schwerpunkt Soziale Innovation an. Die Absolventen des Master-Studiums tragen den Titel Master of Arts (MA).

### Finnland
In der zweiten Hälfte des 20. Jahrhunderts wurde die Soziale Arbeit in Finnland, unterstützt durch die Vereinten Nationen, auf ein US-amerikanisch geprägtes social work-Modell ausgerichtet, welches die Einzelfallhilfe (case work) in den Vordergrund stellte. Dieses Modell wurde in der Praxis teilweise angenommen, traf aber auf den Widerstand vieler an Universitäten tätigen Akademiker. Allen voran stand dabei der an der Universität Tampere tätige Hochschulprofessor Veikko Piirainen, der diesen Ansatz als eine individuelle Pathologisierung sozialer Probleme betrachtete und ihn als für Finnland nicht angemessen erachtete. So bildeten sich in Finnland zwei getrennte Berufsbilder heraus: der welfare worker einerseits und der social worker andererseits.
Der social worker konnte ein ausgebildeter welfare worker sein oder eine im Ausland ausgebildete Person oder auch jegliche als geeignet eingestufte Person – etwa Priester, die Familienberatung anboten, oder Krankenschwestern, die sich für die Soziale Arbeit in Krankenhäusern fortbildeten. Die Ausbildung und Supervision von social workers fand unter anderem durch Helvi Boothe statt, einer US-amerikanischen Expertin für social case work, und basierte stark auf konkreten Fallberichten und deren Diskussion. Die social workers in Finnland legten in Anlehnung an die durch Bolby begründete Bindungstheorie in den 1950er-Jahren einen starken Fokus auf die Familie und die zentrale Rolle der Hausfrau und Mutter. Laut Lauri Tarvainen konnten social workers flexibler agieren als welfare workers dies taten, und brachen mit der Tradition einer durch Laien durchgeführten Wohlfahrt.
Piirainen kritisierte den universellen Anspruch von social work auf (internationale) Gültigkeit, die Abkehr von Hausbesuchen mit ihrer Einbettung in den sozialen Kontext sowie den Rückgriff auf psychoanalytische Modelle. Für den welfare worker sah Piirainen drei Fähigkeiten als entscheidend an: erstens die Fähigkeit, aus der Praxis durch Beobachtung und Evaluierung Wissen zu erzeugen, zweitens Kenntnis der relevanten gesetzlichen Bestimmungen und drittens die Beherrschung des Professionswissens der Sozialen Arbeit, um der Komplexität der vielfältigen, in der Praxis vorliegenden Situationen gerecht zu werden. Piirainen kritisierte zudem, dass in Fallberichten der social worker jegliche Regung des Klienten dokumentiert und dann diskutiert werde. Anstelle einer textbasierten Objektivierung solle vielmehr der religiöse Kontext, die Intuition und das Erleben des Augenblicks zu Hilfe genommen werden. Unter welfare workers war die Verschriftlichung und Diskussion ihrer Fälle geringer ausgeprägt als unter social workers, außer wenn es um gesetzliche Bestimmungen ging. Zu nennen ist auch, dass der überwiegende Teil der welfare workers Männer waren, der überwiegende Teil der social workers Frauen.
In den 1970er Jahren fand das modernisierte Modell des social work auch in den Universitäten breitere Zustimmung.
Das heutige Sozialhilfegesetz (1301/2014) stuft die strukturelle Sozialarbeit als präventive Maßnahme zur Förderung des sozialen Wohlbefindens und der Gesundheit ein. Vor allem auf kommunaler Ebene soll die Expertise von Sozialarbeitern es ermöglichen, Informationen über soziale Probleme und Vorschläge zu deren Verbesserung zu erhalten. Dieses Gesetz verortet die Aufgaben der Soziale Arbeit in ihrem Beitrag zu folgenden Bereichen:
- Gewinnung von Wissen über Bedürfnisse der Klienten der Sozialen Arbeit und ihres strukturellen Hintergrunds,
- Prävention sozialer Probleme und Verbesserung des lokalen Lebensumfelds,
- Planung öffentlicher Maßnahmen und Entwicklung lokaler sozialer Dienste.

### Soziale Arbeit in Großbritannien
Bis die Soziale Arbeit Ende des 19. Jahrhunderts in den Slums von London erfunden wurde, gab es nur einige Erlasse, auch „Armengesetze“, mit Anordnungen zu Armut, Alter und psychischer Krankheit. Diese Erlasse waren mehr oder weniger aus der Unfähigkeit der Kommunen, etablierten Kirchen und Klöster entstanden, weiterhin Armenunterstützung zu gewährleisten. Die Friendly Societies, Versicherungsvereine auf Gegenseitigkeit, Oktavia Hill und die Charity Welfare Organisation (COS), sind nur einige markante Punkte in der Geschichte der Sozialarbeit Großbritanniens.
Das Verständnis der Sozialen Arbeit in Großbritannien beruht auf der Anerkennung des britischen Sozialstaates, der Ende des Zweiten Weltkrieges erfunden wurde. Er wollte die Hauptprobleme: Armut, Krankheit, Verwahrlosung, mangelnde Bildung, Beschäftigungslosigkeit und mangelnde Arbeitsmoral in Angriff nehmen. 1946 führte der Curtis-Report über Waisenkinder ein Verständnis für die Bedürfnisse von den wirklichen Bedürfnissen von Kindern und begründete die Soziale Arbeit mit Kindern in Großbritannien. Sozialarbeiter in Großbritannien erlangt man über das „Diploma in Social Work“. Dies bedeutet im Normalfall zwei Jahre Studium an einer Universität, entweder auf einem „undergraduate“ oder einem „postgraduate“ Level (vergleichbar mit Bachelor und Master). Oft ist das Diploma in Social Work eingebunden in ein drei- oder vierjähriges Studium, wie in Sozialarbeit, Sozialpolitik oder „Angewandte Soziale Studien“. Vor Ende des Millenniums war allerdings ein Rückgang der studierenden Zahlen in Sozialer Arbeit zu verzeichnen. Ein Grund dafür ist sicher eine Veränderung der Hochschulfinanzierung, welche hohe Kosten für Studenten und Verschuldung durch ein Studium brachten. Die Studienlänge wurde zudem erhöht. Auch inhaltlich wird die Ausbildung in dieser Zeit überarbeitet, insbesondere die Bereiche Kinderpflege und psychische Gesundheit. Seit 1992 besteht das Institute of Health and Community Studies an der Universität Bournemouth, dass fünf akademische Bereiche abdeckt: Krankenpflege (Nursing), Hebammenausbildung (Midwifery), Sozial- und Gemeinwesen (Social and Community Studies), allgemeine soziale Praxis (General Practice) und Forschung und Beratung (Research and Consultancy).
Durch die Einführung des Bachelors in Sozialer Arbeit wird mittlerweile sowohl eine akademische als auch eine berufliche Qualifikation angeboten, der nach zwei von drei Jahren, zur Erlangung des Diplom für Soziale Arbeit führt. Der Social Work Degree bietet Studierenden die Chance, sich mit der Philosophie Sozialer Arbeit auseinanderzusetzen, um eine professionale Identität zu entwickeln und Wissen und Fertigkeiten zu erlangen, die für eine Tätigkeit im Rahmen der britischen Sozialgesetze notwendig sind. Ferner werden die Studierenden befähigt sich kritisch mit den Themen Rassismus, Diskriminierung und Benachteiligung auseinanderzusetzen und Forschungsergebnisse im Bereich der Sozialen Arbeit auf die Praxis anzuwenden. Während des Studiums absolvieren die Studenten zwei Vollzeitpraktika, die durch Praxisanleitung begleitet werden. Diese werden im staatlichen Sektor oder in einer Vielzahl unabhängiger Einrichtungen abgeleistet.

### China
Die universitäre Ausbildung zur Sozialen Arbeit als Wissenschaft besteht in China schon seit den 1920er und danach wieder in den 1950er Jahren. Einige Absolventen, die in Europa oder den USA studiert hatten, bauten schon in den 1920er Jahren die Fakultäten „Soziologie und soziale Dienstleistungen“ an der Yanjing-Universität Peking, „Soziale Arbeit“ an der Nanjing Jinling-Universität für Frauen und „Soziale Wohlfahrt und Administration“ an der Nanjing Jingling Universität sowie „Sozialmanagement“ an der Suzhou-Akademie für soziale Erziehung auf. Durch den Krieg stagnierte die Entwicklung der Studiengänge.
Im Jahr 1952 wurden die Studiengänge „Soziologie“ und „Soziale Arbeit“ wieder abgeschafft. Damit war die Ausbildung über 30 Jahre im sozialwissenschaftlichen Bereich unterbrochen. Nur über die Kaderakademien des Ministeriums für Zivilangelegenheiten und der Massenorganisation bestand eine Ausbildung für eine Tätigkeit im chinesischen Sozial- und Wohlfahrtswesen.
Ende der 1980er Jahre erkannte das Ministerium, dass es einer erneuten Professionalisierung der Sozialen Arbeit bedarf. Nachdem man sich international beraten ließ, entschloss man sich unter Bewilligung der nationalen Bildungskommission das Studienfach „Social Work and Administration“ (shehui gonzuo yu guangli zhuanye) an der Beijing-Universität, später auch an der Jinling-Universität und der Xiamen-Universität zu gründen. Seitdem lehrt man die Soziale Arbeit als Wissenschaft an drei verschiedenen Institutionen: an den Kaderschmieden der Kommunistischen Partei und Jugendliga, an Kaderschmieden des Ministeriums für Zivilangelegenheiten und an allgemeinen Hochschulen und Universitäten.
Das „China College for Youth Politics“ (zhongghuo qingnian zhenshi xueyuan) (die ehemalige Kaderakademie der kommunistischen Jugendliga) hat 1993 die erste Fakultät „social work“ in China nach dem Krieg gegründet. Sie ist heute größte Ausbildungsstätte in der Sozialen Arbeit. Bis 2004 hatten dort 455 Sozialarbeitern einen Bachelor-Degree-Abschluss erworben. Mittlerweile gibt es an knapp 100 Akademien, Hochschulen und Universitäten Sozialarbeiter oder verwandte Professionen. An insgesamt 79 Universitäten finden achtsemestrige Studiengänge statt mit Bachelorabschluss. An einigen Universitäten gibt es eine eigene Fakultät „Soziale Arbeit“, häufiger ist sie allerdings zusammen mit „Soziologie“ in einer Fakultät.

### USA
Viele Bereiche der Sozialen Arbeit sind in der Geschichte der Sozialen Arbeit gerade in Amerika entwickelt und weiter entworfen worden, so die moderne Gemeinwesenarbeit und die Gruppentheorien der sozialen Gruppenarbeit. In den USA ist das Studium der Sozialen Arbeit ebenso differenziert wie in Deutschland. Allerdings sind die Hochschulen dort, von vornherein beeinflusst durch das amerikanische Hochschulsystem, eher spezifiziert. So sind manche Hochschulen konkret auf gewisse Gruppen von Adressaten ausgerichtet.

### Internationale Soziale Arbeit – interkulturelle Soziale Arbeit
Das Profil der Sozialen Arbeit wird immer mehr international, interkulturell und interreligiös geprägt. Vielfältige Perspektiven auf das menschliche Leben und Zusammenleben werden in Internationaler Verantwortung gesehen, um lokale Lebenschancen zu verbessern.
Interkulturelle Soziale Arbeit stellt ein spezialisiertes Handlungsfeld innerhalb der Sozialen Arbeit dar, das sich mit den Herausforderungen und Lebenssituationen von Menschen mit unterschiedlichen kulturellen, sprachlichen oder ethnischen Hintergründen auseinandersetzt, insbesondere im Kontext von Migrationsgesellschaften. Das zentrale Anliegen ist es, allen Menschen unabhängig von ihrer Herkunft, Religion oder kulturellen Prägung, gleichberechtigte Teilhabe und soziale Gerechtigkeit zu ermöglichen. Dabei handelt es sich nicht lediglich um kulturelle Differenzen anzuerkennen, vielmehr ist eine kritische Beschäftigung mit gesellschaftlichen Machtstrukturen, Diskriminierungsmechanismen und struktureller Benachteiligung notwendig.

### Soziale Arbeit in der Entwicklungszusammenarbeit
Gerade innerhalb der internationalen Sozialarbeit sind viele Sozialarbeiter auch in der Entwicklungszusammenarbeit in wirtschaftlich weniger entwickelten Ländern tätig. Die Problemfelder reichen von Straßenkinderprojekten in brasilianischen Favelas bis zu Brunnenbauprojekten in Indien oder Afrika. Der Schwerpunkt ist hier in der Projektarbeit.

## Berufsfelder
- Allgemeiner Sozialer Dienst
- Altenarbeit
- Asylbewerber- und Flüchtlingshilfe
- Behindertenhilfe
- Betriebliche Sozialarbeit
- Berufsbetreuer für die Betreuung von Menschen mit körperlichen, geistigen oder seelischen Behinderungen
- Bewährungshilfe
- Coaching
- Elementarpädagogik
- Erlebnispädagogik
- Erwachsenenbildung
- Familienberatung
- Freizeitpädagogik
- Frühförderung
- Gemeinwesenarbeit
- Hilfen zur Erziehung
  - Erziehungsbeistand und Betreuungshelfer
  - Erziehungsberatung
  - Heimerziehung und betreutes Wohnen
  - Soziale Gruppenarbeit
  - Sozialpädagogische Familienhilfe
  - Vollzeitpflege
- internationale Jugendarbeit
- Jugendberufshilfe
- Jugendgerichtshilfe
- Klinische Sozialarbeit
- Migrationsberatung
- Obdachlosenhilfe
- Offene Kinder- und Jugendarbeit
- Prävention
- Psychosoziale Beratung
- Psychosoziale Notfallversorgung
- Psychosoziale Versorgung von Kindern und Jugendlichen
- Rehabilitationspädagogik
- Resozialisation
- Schuldnerberatung
- Schullaufbahnberatung
- Schulsozialarbeit
- Schwangerschaftskonfliktberatung
- Sexualpädagogik
- Opfer sexualisierter Gewalt und Ausbeutung
- Sonderpädagogik
- Soziale Dienste der Justiz
- Sozialpsychiatrischer Dienst
- Soziokulturelle Animation
- Soziotherapie
- Streetwork
- Suchthilfe
- Supervision
- Telefonseelsorge
- therapeutisch orientierte Arbeit
- Traumapädagogik
- Verkehrspädagogik
- Wohnungslosenhilfe
- Zirkuspädagogik

### Frühere Berufsbezeichnungen
Bis zum Beginn der Zeit des Nationalsozialismus wurde von Wohlfahrtspflegerinnen gesprochen. Mit der Zeit wurde dann der Begriff Volkspflegerin mit veränderter Bedeutung eingeführt.
Fürsorgerin war in der Nachkriegszeit die gebräuchliche Berufsbezeichnung. Ab den 1960er Jahren wurde in Westdeutschland die Berufsbezeichnung durch die heute übliche ersetzt, in der DDR existierte sie bis zum Übergang in die Bundesrepublik.
Die Arbeit der Fürsorger stellte die Aufgaben des Jugendamts (und Gesundheitsamts) dar, zu diesem Zeitpunkt insbesondere mit dem Schwerpunkt der hoheitlichen Aufgaben des „staatlichen Wächteramtes“, so wie es im Grundgesetz benannt wurde.

### Ausbildung in Sozialer Arbeit
Studiert wird Soziale Arbeit vorwiegend an Fachhochschulen oder Berufsakademien, vereinzelt auch an Universitäten, beispielsweise an den Universitäten in Lüneburg, Kassel oder Vechta. Einige Fachhochschulen lehren die Disziplinen noch immer getrennt als Sozialarbeit bzw. Sozialpädagogik, oder nur eine von beiden. Die meisten Fachhochschulen bieten aber mittlerweile einen gemeinsamen Studiengang an. In einigen Bundesländern muss man sich während des Hauptstudiums für einen der beiden Abschlüsse entscheiden, in anderen erhält man den Doppeltitel „Diplom-Sozialpädagogin/Sozialarbeiterin“ bzw. „Diplom-Sozialpädagoge/Sozialarbeiter“. Viele Fachhochschulen, die beide Studiengänge anbieten, nennen sich übergreifend „(Fach-)Hochschule für Soziale Arbeit“ oder „(Fach-)Hochschule für Sozialwesen“, wobei mit Sozialwesen nicht der Forschungsgegenstand bezeichnet wird, sondern das Fachgebiet und die Verortung der Sozialen Arbeit.
An einigen, meist kirchlichen Fachhochschulen, wird außerdem der Studiengang „Diplom-Heilpädagogin bzw. Diplom-Heilpädagoge“ angeboten. Dieser ist Teil der Erziehungswissenschaften. Hier liegt der Studienschwerpunkt auf Kenntnissen im Umgang mit geistig behinderten Menschen sowie bei Entwicklungsstörungen bzw. -verzögerungen.
Da ein Studium der Sozialen Arbeit an Fachhochschulen oder Universitäten oftmals durch unzureichende praktische Lehrinhalte kritisiert wird, versucht das Studium an einer Berufsakademie die Theorie mit der Praxis kontinuierlich und möglichst intensiv zu verbinden.
Die bisherigen Diplomabschlüsse sind infolge des Bologna-Prozesses inzwischen auf den Bachelor- und den weiterführenden Masterabschluss umgestellt. Der Bachelor-Abschluss berechtigt dabei – wie das FH-Diplom – dazu, im gehobenen Dienst respektive in höheren Positionen tätig zu sein. Ein Master-Abschluss qualifiziert für administrative leitende Funktionen, Forschung und Promotion. Für die Aufnahme eines Masterstudiengangs ist ein Bachelor oder ein Diplomabschluss (FH) in Sozialer Arbeit Voraussetzung. Es gibt auch konsekutive Masterstudiengänge in Sozialer Arbeit.
Um eine staatliche Anerkennung als Sozialarbeiter zu bekommen, verlangen die meisten Bundesländer nach dem Bachelorabschluss ein Berufspraktikum. In manchen Bundesländern reicht der Hochschulabschluss.

#### Österreich
In Österreich sind Sozialarbeit und Sozialpädagogik in der Ausbildung getrennt. Im Laufe der Geschichte haben beide Berufsgruppen gewisse Bereiche für sich beansprucht. So können in der Regel beispielsweise Sozialpädagogen nicht am Jugendamt tätig werden und Sozialarbeiter nicht in der stationären Jugendwohlfahrt. Generell gibt es jedoch eine starke Überlappung in den Handlungsfeldern.
Die Ausbildungen für Sozialarbeit sind als Studiengänge an Fachhochschulen organisiert. Die Ausbildung schließt mit Mag(FH), und seit Umstellung im Zuge des Bologna-Prozesses mit Bachelor oder Master ab. Die folgenden Hochschulen bieten in Österreich Bachelor- und Masterstudiengänge im Bereich Soziale Arbeit an: Donau-Universität Krems, Fachhochschule Burgenland, Fachhochschule Kärnten, Fachhochschule Oberösterreich, Fachhochschule Salzburg, Fachhochschule St. Pölten, FH Campus Wien, FH Joanneum, FH Vorarlberg, MCI – Management Center Innsbruck, Pädagogische Hochschule Wien. Die Ausbildung für Sozialpädagogik ist als fünfjährige sekundäre Ausbildung und als Kolleg organisiert. Standorte sind Baden, Salzburg, St. Pölten, Stams, Linz, Graz und Wien. In Graz wird zudem eine eigene Magistra bzw. Magisterstudiengang für Sozialpädagogik an der Karl-Franzens-Universität angeboten.

#### Teilgebiete des Studiums
Folgende Teilgebiete sind je nach Ausbildungsstätte mehr oder weniger wichtige Bestandteile des Studiums.
1. betriebliche Sozialarbeit
2. Erwachsenenbildung
3. Didaktik und Methodik der Sozialen Arbeit
4. empirische Sozialforschung (qualitativ/quantitativ)
5. Erziehungswissenschaft/Pädagogik/Spielpädagogik/Heilpädagogik
6. Ethik/Axiologie, Werte und Normen
7. fachsprachlicher Fremdsprachenunterricht
8. Fachwissenschaft Soziale Arbeit / Sozialarbeitswissenschaft
9. Gerontologie (innerhalb dieser besonders die Geragogik und die soziale Gerontologie)
10. Geschichte der Sozialen Arbeit (Sozialgeschichte, Geschichte des Sozial- und Gesundheitswesens)
11. international vergleichende Soziale Arbeit
12. internationale und interkulturelle Soziale Arbeit (siehe oben)
13. klinische Sozialarbeit
14. Konzeptformen wie Sozialmanagement, Projektmanagement, Wissensmanagement und Casemanagement
15. ökonomische Grundfragen, Sozialpolitik, Sozialökonomie, Organisationslehre und/oder Verwaltung und Organisation
16. Psychologie (allgemeine Psychologie, Sozialpsychologie, Organisationspsychologie, klinische Psychologie)
17. Sozialmedizin, Gesundheitsförderung
18. Rechtswissenschaft, Politikwissenschaft, Soziokultur und Gemeinwesenarbeit, Sozialinformatik
19. soziale Kulturarbeit (ästhetische Bildung, Medienpädagogik, Theaterpädagogik)
20. Soziologie (soziologische Aspekte Sozialer Arbeit)
21. Statistik
22. Theorien der Sozialen Arbeit
23. Werte und Normen (behandelt Themen der Ethik bzw. Theologie)
24. Wissenschafts- und Erkenntnistheorie

## Verbände und Fachgesellschaften
- AvenirSocial – Soziale Arbeit Schweiz
- DBH – Fachverband für Soziale Arbeit, Strafrecht und Kriminalpolitik
- Deutscher Berufsverband für Soziale Arbeit (DBSH)
- Deutsche Gesellschaft für Erziehungswissenschaft (DGfE) – Sektion Sozialpädagogik
- Deutsche Gesellschaft für Soziale Arbeit (DGSA)
- Deutsche Gesellschaft für Systemische Soziale Arbeit (DGSSA), www.dgssa.de
- Deutsche Vereinigung für Soziale Arbeit im Gesundheitswesen (DVSG)
- European Centre for Clinical Social Work (ECCSW), https://eccsw.eu/european-centre-for-clinical-social-work/
- Fachbereichstag Soziale Arbeit (FBTS), https://www.fbts-ev.de/
- International Federation of Social Workers (IFSW)
- Österreichischer Berufsverband der SozialarbeiterInnen (obds)
- Schweizerische Gesellschaft für Soziale Arbeit / Société suisse de travail social (SGSA/SSTS), https://sgsa-ssts.ch/
- Schweizerischer Fachverband Soziale Arbeit im Gesundheitswesen (SAGES), www.sages.ch

## Zeitschriften
- 24/7 Zeitschrift der TelefonSeelsorge Deutschland
- Betrifft Mädchen
- Blätter der Wohlfahrtspflege – Zeitschrift für Soziale Arbeit
- Das Jugendamt – Zeitschrift für Jugendhilfe und Familienrecht
- deutsche jugend – Zeitschrift für Jugendarbeit
- DJI Bulletin
- Forum Erziehungshilfen
- Forum Sozial (Verbandszeitschrift: DBSH)
- Informationen für Erziehungsberatungsstellen (Verbandszeitschrift: bke)
- Jugend-Beruf-Gesellschaft
- Jugendhilfe
- Klinische Sozialarbeit – Zeitschrift für psychosoziale Praxis und Forschung
- Migration und Soziale Arbeit
- neue praxis – Zeitschrift für Sozialarbeit, Sozialpädagogik und Sozialpolitik
- neue caritas – Politik, Praxis, Forschung
- SozialAktuell – Fachzeitschrift für Soziale Arbeit
- Sozial Extra – Zeitschrift für Soziale Arbeit
- Soziale Arbeit[66]
- Sozialmagazin – Zeitschrift für Soziale Arbeit
- Sozialwirtschaft
- Sozialwissenschaftliche Literatur Rundschau
- SP – Soziale Passagen – Journal für Empirie und Theorie Sozialer Arbeit
- Standpunkt.Sozial – Hamburger Forum für Soziale Arbeit und Gesundheit
- SUCHT – Zeitschrift für Wissenschaft und Praxis
- TUP – Theorie und Praxis der Sozialen Arbeit
- Unsere Jugend – Zeitschrift für Studium und Praxis der Sozialpädagogik
- Zeitschrift für Sozialpädagogik – ZfSp
- ZKJ – Zeitschrift für Kindschaftsrecht und Jugendhilfe